# Episodi di Shooter (terza stagione)
La terza e ultima stagione della serie televisiva Shooter, composta da 13 episodi, è stata trasmessa in prima visione dal canale USA Network dal 21 giugno 2018 al 14 settembre 2018.
In Italia gli episodi della stagione vengono pubblicati settimanalmente su Netflix il giorno dopo la messa in onda statunitense.
| nº | Titolo originale          | Titolo italiano           | Prima TV USA      | Pubblicazione Italia |
| -- | ------------------------- | ------------------------- | ----------------- | -------------------- |
| 1  | Backroads                 | Strade secondarie         | 21 giugno 2018    | 22 giugno 2018       |
| 2  | Red Meat                  | Carne rossa               | 28 giugno 2018    | 29 giugno 2018       |
| 3  | Sins of the Father        | I peccati del padre       | 5 luglio 2018     | 6 luglio 2018        |
| 4  | The Importance of Service | L'importanza del servizio | 12 luglio 2018    | 13 luglio 2018       |
| 5  | A Call to Arms            | Una chiamata alle armi    | 19 luglio 2018    | 20 luglio 2018       |
| 6  | Lines Crossed             | Oltre i limiti            | 26 luglio 2018    | 27 luglio 2018       |
| 7  | Swing Vote                | Voto decisivo             | 2 agosto 2018     | 3 agosto 2018        |
| 8  | The Red Badge             | Il distintivo rosso       | 9 agosto 2018     | 10 agosto 2018       |
| 9  | Alpha Dog                 | Capobranco                | 16 agosto 2018    | 17 agosto 2018       |
| 10 | Orientation Day           | Giornata di orientamento  | 23 agosto 2018    | 24 agosto 2018       |
| 11 | Family Fire               | Fuoco amico               | 30 agosto 2018    | 31 agosto 2018       |
| 12 | Patron Saint              | Santo patrono             | 6 settembre 2018  | 7 settembre 2018     |
| 13 | Red Light                 | Semaforo rosso            | 13 settembre 2018 | 14 settembre 2018    |

## Strade secondarie
- Titolo originale: Backroads
- Diretto da: Jaime Reynoso
- Scritto da: T.J. Brady e Rasheed Newson

### Trama
Il ricordo di un trauma d'infanzia ossessiona Bob Lee mentre si trova in ostaggio da parte di Solotov. Intanto Isaac e Julie uniscono le loro forze per riportarlo a casa sano e salvo, e Nadine affronta Hayes, un senatore corrotto legato ad Atlas. Nuove informazioni sul padre di Bob Lee, Earl Swagger, scatenano una nuova missione, mentre a Washington un misterioso agente inizia a pianificare un attacco.

## Carne rossa
- Titolo originale: Red Meat
- Diretto da: David Straiton
- Scritto da: John Hlavin

### Trama
Bob Lee comincia ad indagare sulla morte del padre nel 1988 per scoprire la verità, andando a visitare una prigione locale. Intanto Julie Julie prende un lavoro aiutando l’avvocato di famiglia e Harris viene trascinato nella difficile situazione di Isaac e Nadine, poiché sa di Atlas più di quanto non si renda conto.

## I peccati del padre
- Titolo originale: Sins of the Father
- Diretto da: Amanda Marsalis
- Scritto da: Amanda Segel

### Trama
In giro a caccia di indizi sull’assassinio di Earl, Bob Lee e Harris finiscono al macello locale, dove i due hanno un piccolo diverbio. Intanto Nadine e Isaac individuano e si alleano con qualche riserva a una persona informata dei fatti, un ex agente dell'Atlas, che potrebbe anche non dimostrarsi amichevole come sembrava. 

## L'importanza del servizio
- Titolo originale: The Importance of Service
- Diretto da: Christopher Schrewe
- Scritto da: Jennifer Cacicio

### Trama
Dopo aver sentito una nuova indiscrezione, Bob Lee fa visita ai Poole, mentre Julie segue una pista tutta sua. Isaac e Nadine danno la caccia a un obiettivo di Atlas. 

## Una chiamata alle armi
- Titolo originale: A Call to Arms
- Diretto da: David Straiton
- Scritto da: Matt Bosack

### Trama
L'incontro con un vecchio amico del padre riporta Bob Lee a Washington, dove prende contatti con Isaac, Nadine e Harris per una missione durante un evento ufficiale. 